# Brachioppiella hannecarti
Brachioppiella hannecarti är en kvalsterart som beskrevs av J. och P. Balogh 1983. Brachioppiella hannecarti ingår i släktet Brachioppiella och familjen Oppiidae. Inga underarter finns listade.